# Frequenamia guerrera
Frequenamia guerrera är en insektsart som beskrevs av Delong 1947. Frequenamia guerrera ingår i släktet Frequenamia och familjen dvärgstritar. Inga underarter finns listade i Catalogue of Life.